# تکیه بر باد (مجموعه تلویزیونی)
تکیه بر باد مجموعه تلویزیونی است به کارگردانی محمود معظمی که در سال ۱۳۹۱ از شبکه تهران به روی آنتن رفت.

## خلاصه داستان
این مجموعه دربارهٔ دختری به نام عاطفه (افسانه پاکرو) که با قبول شدن در دانشگاه، در رشتهٔ حقوق از شیراز به تهران می‌آید و به دنبال محقق شدن رویاهای خود از جمله پولدار شدن است و با مردی (مهدی فخیم زاده) که هم سن پدرش است در هواپیما، آشنا می‌شود و تصمیم می‌گیرد با او ازدواج کند ...

## بازیگران
- فرامرز قریبیان در نقش حسین تراب نژاد / پدر عاطفه
- مهدی فخیم زاده در نقش نادر محسنیان (رکن آبادی)
- افسانه پاکرو در نقش عاطفه تراب‌نژاد
- اشکان خطیبی در نقش مهدی تراب‌نژاد / برادر عاطفه
- شهرام عبدلی در نقش ناصر محسنیان / برادر نادر
- فلور نظری در نقش نسرین / مادر عاطفه
- گلاره عباسی در نقش فاطمه / نامزد مهدی
- محمد عمرانی در نقش پدر فاطمه
- حدیثه تهرانی در نقش نرگس تراب‌نژاد / خواهر عاطفه
- نگین معتضدی در نقش رعنا (نیلوفر) وثوق / نامزد ناصر
- رضا مولایی در نقش اسماعیل / همسر نرگس
- سعید رضایی در نقش شاهین محسنیان / پسر نادر
- شراره دولت آبادی در نقش فروغ
- افسانه ناصری در نقش مادر فاطمه
- نبی الله پیرهادی در نقش رئیس زندان
- بهزاد خداویسی در نقش احمد تراب‌نژاد / برادر حسین
- ناهید ذاکری نقشش معلوم نیست
- احسان ارمندیانی در نقش پزشک بیمارستان